# Pelaje atigrado

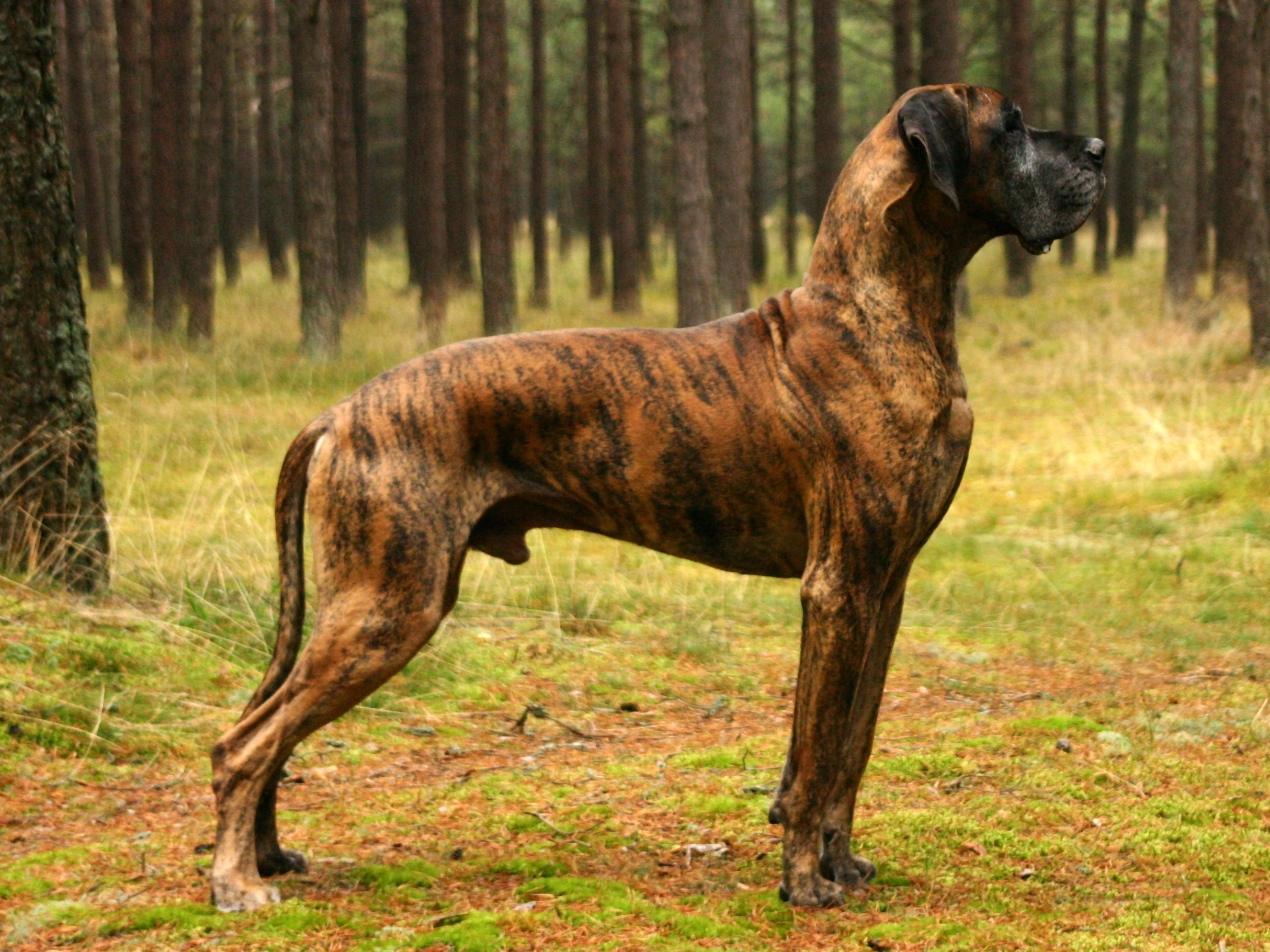
Perro de raza Gran danés

Los pelajes atigrados o barcinos, llamados brindle en inglés, son una especie de pelajes muy raros que siguen un patrón característico: sobre el pelaje de base presentan unas líneas más oscuras o más claras dispuestas verticalmente y paralelas entre sí. A veces el listado se extiende a las patas en forma de rayas horizontales.
En los perros los pelajes listados son relativamente frecuentes en ciertas razas. En cambio, en los caballos son muy raros.

## Dos tipos de pelajes listados

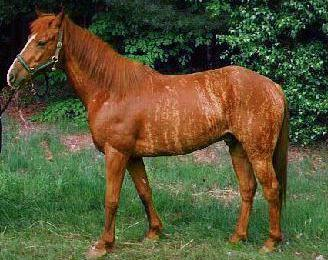
Caballo alazán listado

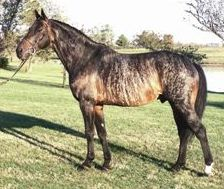
Caballo castaño oscuro viaje

Mezclando un poco los conceptos una posible clasificación de los pelajes listados sería la siguiente:
- Pelajes listados quiméricos.
- Pelajes listados de origen no quimérico.

### Pelajes listados quiméricos
En un caballo normal todas las células tienen el mismo genoma. Un caballo quimérico está formado por células con dos genomas diferentes.
Hay algún caso documentado de caballos listados quiméricos.

### Pelajes listados no quiméricos
Dos casos generales son posibles:
- Listados con listas más oscuras que el pelaje de base.
- Listados con listas más claras que el pelaje de base.

## Aspectos genéticos
Hay opiniones contradictorias sobre la causa de los pelajes Brindle, listados o listados.
Hay opiniones que niegan que la causa de los pelajes listados sea genética.
Otros autores se decantan por la existencia de un gen dominante específico que "ordenaría" la pigmentación oscura "adicional" que provoca el gen Sooty (ensuciador, enmascarador).
Un caballo Sooty palomino (palomino máscara) presenta el aspecto de un palomino oscurecido por la presencia de pelos oscuros mezclados con los pelos dorados del cuerpo y algunas crines oscuras entre las blancas de la cola y la crin.
Según la teoría anterior (debida al Dr. D. Philip Sponenberg) un hipotético gen Brindle agruparía y ordenaría los pelos oscuros del cuerpo en listas verticales.
El estado actual de las investigaciones es aún insatisfactorio.
Algunos autores indican que los pelajes listados no son hereditarios mientras otros afirman que sí son, de hereditarios. En el primer caso las causas genéticas quedarían excluidas.